# های بار هاربور (نیوجرسی)
های بار هاربور (به انگلیسی: High Bar Harbor) یک منطقهٔ مسکونی در ایالات متحده آمریکا است که در نیوجرسی واقع شده‌است.